# Lloyds Banking Group
Lloyds Banking Group plc er en britisk bank- og finanskoncern med hovedkvarter i Edinburgh og London. De har 30 mio. kunder og 65.000 ansatte. Forretningen drives igennem flere datterselskaber her i blandt Lloyds Bank, Halifax, Bank of Scotland og Scottish Widows.
Lloyds Banking Group er børsnoteret på London Stock Exchange og New York Stock Exchange, desuden er de en del af aktieindekset FTSE 100.
Lloyds Banks historie går tilbage til etableringen af Taylors and Lloyds i 1765 i Birmingham.